# Banz (Breslauer Patriziergeschlecht)
Das Patriziergeschlecht Banz (auch Bancz, Bansch, de Banch) war eine der ältesten deutschen Patrizierfamilien in Breslau.

## Geschichte
Das Patriziergeschlecht Banz entstammte vermutlich einem Ministerialengeschlecht des fränkischen Benediktinerklosters Banz. Familienmitglieder bekleideten hohe Ämter im Breslauer Rat sowie kirchliche und klösterliche Positionen in den Bistümern Breslau und Lebus. Es erlosch in der männlichen Linie in der zweiten Hälfte des 14. Jahrhunderts und ist nicht identisch mit der Breslauer Patrizierfamilie Banck. Erstes bekanntes Familienmitglied war
1. Albert/Albertus von Banz, urkundlich erstmals erwähnt 1252. 1257 als Bürger von Breslau belegt, 1266 Mitglied des Breslauer Rats. Er hinterließ vier Söhne und zwei Töchter:
  1. Heinrich „von Bhanz“, war Alberts Nachfolger im Breslauer Rat; 1266 als Bürger von Breslau und Urkundenzeuge belegt. 1268 erscheint er in den Quellen als Heinrich de Bansche, Vogt von Breslau. 1276 war er Untervogt von Glogau, 1286 Erbvogt von Breslau, 1287 als vierter Schöffe verzeichnet. 1289 bis 1297 bekleidete er das Amt des Ratsältesten, daneben war er 1290/1291 und 1294/1295 Schöffenältester. Bereits 1292 wurde er als „senior et concivis Wratislaviensis“ bezeichnet. Er war mit Sophia von Haugwitz verheiratet, mit der er fünf Söhne[3] und zwei Töchter hatte:
    1. Gertrud, ⚭ mit dem Ratsherrn Hermann Colner
    2. Hedwig, ⚭ mit Gerko von Mühlheim
    3. Hermann, bis 1302 Herr auf Heinersdorf, das er in diesem Jahr dem vor 1296 gegründeten Kloster der Magdalenerinnen in Beuthen an der Oder schenkte.[4] 1341 gehörte er zum Gefolge des Münsterberger Herzogs Bolko II.

  2. N.N. Tochter, verheiratet mit Johann von Lemberg, Eltern von u. a. Agnes Engelger geb. von Lemberg und Heinrich von Lemberg
  3. Tilo, 1290 Lokator von Groß Mochbern
  4. Arnold („de Banch“), mit seinem Bruder Tilo Lokator von Groß Mochbern
  5. Bernhard, 1302 als Bürger von Breslau belegt, der zwei Töchter hatte:
    1. Elisabeth und
    2. Anka, beide 1302 Nonnen in Beuthen.

## Weitere bekannte Familienmitglieder
1. Johann von Banz, Abt des Benediktinerklosters Orlau, Domherr in Breslau
2. Paul von Banz († 1321), Zisterzienser in Leubus sowie Weihbischof in Breslau und Titularbischof von Tiberias
3. Heinrich von Banz († 1336), Zisterzienser und 1330 Domherr in Breslau
4. Nikolaus von Banz (* in Breslau; † 1. September 1344), Herr auf Kosel und Klettendorf sowie auf Burg Kaltenstein; Administrator des Bistums Breslau
5. Heinrich von Banz († 1365/66), 1353 bis 1365/66 Bischof von Lebus
6. Apetzco (Apeczko) von Banz († nach 1345), 1345 als  Bürger von Breslau belegt sowie Herr auf Schmiedefeld bei Breslau[5]
  1. Dorothea, 1345 Nonne im Klarenkloster Weißenfels
  2. Kunigunde, die mit dem Patrizier Zacharias Rulke verheiratet war, erbte Schmiedefeld